# یواس‌اس سکوتا (وای‌تی‌ام-۴۱۵)
یواس‌اس سکوتا (وای‌تی‌ام-۴۱۵) (به انگلیسی: USS Secota (YTM-415)) یک کشتی بود که طول آن ۱۰۰ فوت (۳۰ متر) بود. این کشتی در سال ۱۹۴۴ ساخته شد.